# Io sono Teppei!
Io sono Teppei! (おれは鉄兵?, Ore wa Teppei) è un anime prodotto nel 1977 in 28 episodi dalla Nippon Animation, tratto da un manga di Tetsuya Chiba del 1973. La serie è stata trasmessa per la prima volta dal network giapponese Fuji TV a partire da settembre 1977 e in Italia da Rete 4 nel 1982, altre reti regionali e da Euro TV da marzo 1985.

## Trama
Teppei Uesugi è un ragazzino un po' rude che ha passato tutta la sua infanzia liberamente in mezzo alla natura, con selvaggio abbandono e senza mai andare a scuola; vive difatti in montagna con suo padre Hiromi, un minatore ubriacone alla costante ricerca di fantomatici tesori.
Con loro vive anche la nonna la quale, ad un certo punto, con l'aiuto della polizia costringerà il ragazzo ad andare a scuola. Teppei quindi si trasferirà in città e si iscriverà al club di kendō della sua nuova scuola; ma il suo rapporto col maestro Yoshioka e con i senpai del Kendo club non è certo dei migliori, anzi piuttosto burrascoso. La sua natura eccentrica sarà spesso e volentieri causa di problemi. Ma alla fine Teppei dimostrerà tenacia ed abilità grazie alle quali riuscirà ad ottenere un posto da titolare nella squadra.

## Personaggi
Teppei: il ragazzino originale e selvaggio che non conosce nulla del buon senso comune del mondo.
Hiromi: il padre, un gigante barbuto del tutto simile ad un orso, sempre occupato in operazioni di scavo.
Shinobu: madre di Teppei
Nonna: esercita un potere assoluto all'interno della casa, personaggio molto rigoroso che comanda a bacchetta. È anche la persona che capisce meglio e prima di chiunque altro le reali necessità del nipote.

## Edizione italiana

### Sigla
La sigla iniziale e finale dal titolo "Teppei", musica di Claudio Balestra, Giancarlo Balestra e Mauro Balestra; testo di Giancarlo Balestra e Rossana Barbieri è cantata dai Fratelli Balestra.

### Doppiaggio
| Personaggi      | Voce giapponese     | Voce italiana       |
| --------------- | ------------------- | ------------------- |
| Teppei Uesugi   | Masako Nozawa       | Annarosa Garatti    |
| Hiromi Uesugi   | Masao Imanishi      | Silvano Tranquilli  |
| Sachi           | Nomura Michiko      | – non disponibile - |
| Yoshiota        | Shōzō Iizuka        | Carlo Allegrini     |
| Yoshiu          | Tohru Furuya        | Teo Bellia          |
| Tanako          | Makoto Kousaka      | Susanna Fassetta    |
| Amico di Teppei | – non disponibile - | Anna Marchesini     |
| Prof. Satu      | – non disponibile - | Gabriele Carrara    |
| Shinobu         | – non disponibile - | Alina Moradei       |
| Madre di Sachi  | – non disponibile - | Liliana Jovino      |
| Miura           | – non disponibile - | Fabrizio Mazzotta   |
| Owata           | – non disponibile - | Roberta Paladini    |
| Ryogi           | – non disponibile - | Mauro Bosco         |

## Episodi
| Nº | Titolo italiano Giapponese 「Kanji」 - Rōmaji                                                             | In onda           | In onda |
| Nº | Titolo italiano Giapponese 「Kanji」 - Rōmaji                                                             | Giapponese        |         |
| 1  | Un ragazzo misterioso 「なぞのガキ大将」 - nazono gaki taishō                                             | 12 settembre 1977 |         |
| 2  | Il segreto 「父と子の秘密」 - chichi to ko no himitsu                                                     | 19 settembre 1977 |         |
| 3  | Il tesoro scomparso 「ダイナマイトと埋蔵金」 - dainamaito to maizō kin                                    | 26 settembre 1977 |         |
| 4  | Il combattimento 「樅ノ木学園の対決」 - shō no ki gakuen no taiketsu                                      | 3 ottobre 1977    |         |
| 5  | Addio a Meisen 「さらば明泉の町」 - saraba mei izumi no machi                                             | 10 ottobre 1977   |         |
| 6  | L'incontro 「十二年目の再開」 - jūni nenme no saikai                                                      | 17 ottobre 1977   |         |
| 7  | La nonna 「上杉家の亡霊」 - uesugi ie no bōrei                                                            | 24 ottobre 1977   |         |
| 8  | La tattica 「いくぜトマト剣法」 - ikuze tomato tsurugi hō                                                 | 31 ottobre 1977   |         |
| 9  | Teppei va a scuola 「学校はおれの遊び場」 - gakkō haoreno asobiba                                         | 7 novembre 1977   |         |
| 10 | Il rompiscatole 「泣いてうれしい大暴れ」 - nai teureshii ooabare                                          | 14 novembre 1977  |         |
| 11 | Teppei al Kendo club 「運動部のきらわれ者」 - undō bu nokiraware mono                                     | 21 novembre 1977  |         |
| 12 | Un duro allenamento 「しごきって楽しいね」 - shigokitte tanoshi ine                                       | 28 novembre 1977  |         |
| 13 | Una visita per Teppei 「小さな恋人上京す」 - chiisa na koibito jōkyō su                                   | 5 dicembre 1977   |         |
| 14 | La sfida 「放課後三本勝負」 - hōkago sanbon shōbu                                                         | 12 dicembre 1977  |         |
| 15 | Teppei l'eroe 「けんかならまかせてよ」 - kenkanaramakaseteyo                                              | 19 dicembre 1977  |         |
| 16 | Lotta kenpoo 「やったぜけんか剣法」 - yattazekenka tsurugi hō                                             | 26 dicembre 1977  |         |
| 17 | Il successo 「サインはもうたくさん」 - sain hamōtakusan                                                   | 9 gennaio 1978    |         |
| 18 | L'esclusione 「やめてたまるか剣道部」 - yametetamaruka kendō bu                                           | 16 gennaio 1978   |         |
| 19 | Il vecchio Stone 「いかすぜ曽根じいちゃん」 - ikasuze sone jiichan                                        | 23 gennaio 1978   |         |
| 20 | Un incontro di Kendo con una bella ragazza 「カワイコちゃんとエイヤットウ!!」 - kawaiko chanto eiyattō !! | 30 gennaio 1978   |         |
| 21 | Il piano di fuga di papà 「オヤジの脱出大作戦」 - oyaji no dasshutsu daisakusen                           | 6 febbraio 1978   |         |
| 22 | La mia cara vecchia Meisen 「帰ってきた暴れん坊」 - kaette kita abarenbō                                  | 13 febbraio 1978  |         |
| 23 | L'allenamento è divertente 「合宿って楽しいな!」 - gasshuku tte tanoshi ina !                             | 20 febbraio 1978  |         |
| 24 | Nell'atrio del tempio di Meisen 「おにぎり食ってがんばろう!」 - onigiri kutsutte ganbarō !                | 27 febbraio 1978  |         |
| 25 | L'incontro è in pugno 「どっこい,生きてるぜ!」 - dokkoi , iki teruze !                                    | 6 marzo 1978      |         |
| 26 | Vincerò la partita 「対抗試合はもらった!」 - taikōjiai hamoratta !                                        | 13 marzo 1978     |         |
| 27 | La lotta continua 「八方破れでおしまくれ」 - happō yabure deoshimakure                                    | 20 marzo 1978     |         |
| 28 | Teppei ce l'ha fatta 「やったぜ鉄兵トンボ剣法!」 - yattaze tetsu hei tonbo tsurugi hō !                   | 27 marzo 1978     |         |